# صفحه دریای ملوک
صفحه دریای ملوک (انگلیسی: Molucca Sea Plate) یک صفحه زمین‌ساختی کوچک در مجمع‌الجزایر اندونزی و در نزدیکی بخش شرقی جزایر سوندای بزرگ است.

## نظریه پیشین
بر پایه نظریه‌های پیشین صفحه دریای ملوک یک صفحه زمین‌ساختی کوچک است که بخش شمالی سولاوسی، دریای ملوک و بخشی از دریای باندا را در منطقه‌ای پر از خرده‌صفحه تشکیل می‌دهد. طبق این نظریه یک منطقه فرورانش در امتداد مرز شمالی این صفحه با صفحه سوندا وجود دارد. یک مرز واگرای کوچک نیز در امتداد بخش سولاوسی مرز این صفحه با صفحه دریای باندا وجود دارد و با تبدیل به مرز همگرا، دریای باندا را به دو نیم تقسیم می‌کند. دیگر بخش‌های مرز این صفحه به شکل مرز ترادیس است.

## نظریه کنونی
مطالعات علمی جدید نشان داده است که صفحه دریای ملوک کاملاً توسط صفحه هالماهرا و صفحه سانگیها پوشانده شده و بنابراین هیچ بخشی از صفحه دریای ملوک در سطح زمین برون‌زد ندارد. وضعیت زمین‌ساختی این منطقه در زمین منحصر به فرد است زیرا تنها نمونه کمان برخوردی در یک حوضه اقیانوسی در جهان است که در دو جهت دارای فرورانش است